# 横溝正史ミステリ&ホラー大賞
横溝正史ミステリ&ホラー大賞（よこみぞせいしミステリアンドホラーたいしょう）は、株式会社KADOKAWAが主催する日本の公募新人文学賞である。

## 沿革
1980年（昭和55年）、探偵小説作家の横溝正史にちなんでミステリ作家を発掘するために設けられた。大賞受賞者には、金田一耕助像と副賞として500万円が、優秀賞には30万円が、奨励賞には20万円が授与される。また、第22回から第30回まで設立されていたテレビ東京賞は、最終候補作の中からテレビ東京が独自にテレビドラマ化を前提とした作品を選出し、受賞者には賞金100万円が授与された。第22回から第27回までは『水曜ミステリー9』、第28・29回は『水曜シアター9』、第30回は単独枠でドラマ化された。同賞受賞作は、書籍としての刊行がない場合もあった。
第20回までは横溝正史賞、第21回から第38回までは横溝正史ミステリ大賞、第39回からは、日本ホラー小説大賞との統合により横溝正史ミステリ&ホラー大賞という名称で開催されている。読者賞の制度は日本ホラー小説大賞から引き継がれ、最終候補作の中から有志の書店員からなるモニター審査員により選考される。
第43回よりカクヨムからの応募が可能になり、併せてカクヨム賞が新設された。最終候補作がカクヨムに掲載され、読者の投票により選考される。受賞者には「iPad Pro 12.9 inch Wi-Fi 256GB＋Apple Magic Keyboard」が授与される。

## 歴代選考委員
- 第1回：石川喬司、大藪春彦、荻昌弘、土屋隆夫、中島河太郎、横溝正史
- 第2回：石川喬司、大藪春彦、荻昌弘、土屋隆夫、中島河太郎
- 第3回 - 第5回：石川喬司、大藪春彦、荻昌弘、角川春樹、中島河太郎、夏樹静子
- 第6回 - 第8回：角川春樹、権田萬治、佐野洋、夏樹静子、森村誠一
- 第9回：角川春樹、権田萬治、佐野洋、森村誠一
- 第10回 - 第13回：角川春樹、権田萬治、佐野洋、夏樹静子、森村誠一
- 第14回 - 第16回：権田萬治、佐野洋、夏樹静子、森村誠一
- 第17回 - 第21回：綾辻行人、内田康夫、北村薫、宮部みゆき
- 第22回 - 第25回：綾辻行人、北村薫、内田康夫、坂東眞砂子
- 第26回 - 第28回：綾辻行人、北村薫、桐野夏生、坂東眞砂子
- 第29回 - 第33回：綾辻行人、北村薫、馳星周、坂東眞砂子
- 第34回 - 第38回：有栖川有栖、恩田陸、黒川博行、道尾秀介
- 第39回 - 第42回：綾辻行人、有栖川有栖、黒川博行、辻村深月、道尾秀介
- 第43回：綾辻行人、有栖川有栖、黒川博行、辻村深月、道尾秀介、米澤穂信
- 第44回 - 第45回：綾辻行人、有栖川有栖、黒川博行、辻村深月、米澤穂信
- 第46回：綾辻行人、有栖川有栖、黒川博行、湊かなえ

## 受賞作一覧

### 第1回 - 第20回（横溝正史賞）
特記がなければ、初刊は角川書店、文庫は角川文庫刊。
| 回（年度）         | 応募総数 | 賞         | 著者                    | 受賞作                                                      | 初刊       | 文庫化               |
| ------------------ | -------- | ---------- | ----------------------- | ----------------------------------------------------------- | ---------- | -------------------- |
| 第1回（1981年度）  | 120編    | 受賞       | 斎藤澪                  | 「この子の七つのお祝いに」                                  | 1981年5月  | 1982年7月 1984年10月 |
| 第1回（1981年度）  | 120編    | 候補       | 小針鯛一                | 「葡萄屋敷にさよならを」                                    |            |                      |
| 第1回（1981年度）  | 120編    | 候補       | 速水拓三                | 「念の系譜」                                                |            |                      |
| 第1回（1981年度）  | 120編    | 候補       | 光藤光雄                | 「夕映えに赤く燃える」                                      |            |                      |
| 第2回（1982年度）  | 110編    | 受賞       | 阿久悠                  | 「殺人狂時代 ユリエ」                                       | 1982年3月  | 1985年10月           |
| 第2回（1982年度）  | 110編    | 佳作       | 芳岡道太                | 「メービウスの帯」                                          |            |                      |
| 第2回（1982年度）  | 110編    | 候補       | 速水拓三                | 「鈴木一郎二つの事件簿」                                    |            |                      |
| 第2回（1982年度）  | 110編    | 候補       | 有村康                  | 「頭脳汚染」                                                |            |                      |
| 第3回（1983年度）  | 95編     | 受賞       | 平龍生                  | 「脱獄情死行」                                              | 1983年5月  |                      |
| 第3回（1983年度）  | 95編     | 佳作       | 速水拓三                | 「篝り火の蔭に……」                                          |            |                      |
| 第3回（1983年度）  | 95編     | 候補       | 光藤光雄                | 「宙の狂詩曲」                                              |            |                      |
| 第3回（1983年度）  | 95編     | 候補       | 黒田ひさし              | 「泥の翼」                                                  |            |                      |
| 第3回（1983年度）  | 95編     | 候補       | 内山雅展                | 「フェミニスト殺人事件」                                    |            |                      |
| 第4回（1984年度）  | 59編     | 受賞作なし | 受賞作なし              | 受賞作なし                                                  | 受賞作なし | 受賞作なし           |
| 第4回（1984年度）  | 59編     | 候補       | 速水拓三                | 「魔性の血」                                                |            |                      |
| 第4回（1984年度）  | 59編     | 候補       | 徳永一末                | 「不知火の謎は解かないで」                                  |            |                      |
| 第5回（1985年度）  | 216編    | 受賞       | 石井竜生 井原まなみ     | 「見返り美人を消せ」                                        | 1985年5月  | 1986年4月            |
| 第5回（1985年度）  | 216編    | 佳作       | 中川英一                | 「四十年目の復讐」                                          |            |                      |
| 第5回（1985年度）  | 216編    | 佳作       | 森雅裕                  | 「画狂人ラプソディ」                                        | 1985年8月  |                      |
| 第5回（1985年度）  | 216編    | 候補       | 安永龍                  | 「猫の目」                                                  |            |                      |
| 第6回（1986年度）  | 152編    | 受賞作なし | 受賞作なし              | 受賞作なし                                                  | 受賞作なし | 受賞作なし           |
| 第6回（1986年度）  | 152編    | 候補       | 氏林信子                | 「青い方程式」                                              |            |                      |
| 第6回（1986年度）  | 152編    | 候補       | 典厩五郎                | 「曼珠沙華咲いた」                                          |            |                      |
| 第6回（1986年度）  | 152編    | 候補       | 中野俊一                | 「坂口安吾の幻」                                            |            |                      |
| 第7回（1987年度）  | 220編    | 受賞       | 服部まゆみ              | 「時のアラベスク」                                          | 1987年5月  | 1990年11月           |
| 第7回（1987年度）  | 220編    | 佳作       | 浦山翔                  | 「鉄条網を越えてきた女」                                    | 1987年5月  |                      |
| 第7回（1987年度）  | 220編    | 候補       | 丹羽昌一                | 「波の葬列」                                                |            |                      |
| 第7回（1987年度）  | 220編    | 候補       | 新津きよみ              | 「ソフトボイルドの天使たち」                                |            |                      |
| 第8回（1988年度）  | 220編    | 受賞作なし | 受賞作なし              | 受賞作なし                                                  | 受賞作なし | 受賞作なし           |
| 第8回（1988年度）  | 220編    | 候補       | 穂高修                  | 「残酷な仮装」                                              |            |                      |
| 第8回（1988年度）  | 220編    | 候補       | 矢島誠                  | 「殺意泥棒」                                                | 1989年5月  | 1999年12月           |
| 第8回（1988年度）  | 220編    | 候補       | 吉村達也                | 「仮面劇」                                                  | 1991年1月  | 1994年7月            |
| 第9回（1989年度）  | 284編    | 受賞       | 阿部智                  | 「消された航跡」                                            | 1989年5月  |                      |
| 第9回（1989年度）  | 284編    | 佳作       | 姉小路祐                | 「真実の合奏（アンサンブル）」                              | 1989年5月  | 1999年4月            |
| 第9回（1989年度）  | 284編    | 候補       | 浦山翔                  | 「暗殺の組曲」                                              |            |                      |
| 第9回（1989年度）  | 284編    | 候補       | 丹羽昌一                | 「めぐり逢い」                                              |            |                      |
| 第10回（1990年度） | 259編    | 受賞作なし | 受賞作なし              | 受賞作なし                                                  | 受賞作なし | 受賞作なし           |
| 第10回（1990年度） | 259編    | 優秀作     | 水城嶺子                | 「世紀末ロンドン・ラプソディ」                              | 1990年5月  |                      |
| 第10回（1990年度） | 259編    | 候補       | 鈴木光司                | 「リング」                                                  | 1991年6月  | 1993年4月            |
| 第10回（1990年度） | 259編    | 候補       | 吉村達也                | 「ゴースト・ライター」                                      | 1990年5月  | 1992年3月            |
| 第11回（1991年度） | 223編    | 受賞       | 姉小路祐                | 「動く不動産」                                              | 1991年5月  | 1998年4月            |
| 第11回（1991年度） | 223編    | 候補       | 松木麗                  | 「紫陽花の花のごとくに」                                    | 1997年3月  |                      |
| 第11回（1991年度） | 223編    | 候補       | 鈴木光司                | 「ウォール・フルーツ」                                      | 1993年1月  | 1996年6月            |
| 第11回（1991年度） | 223編    | 候補       | 羽場博行                | 「消えなかった炎」                                          |            |                      |
| 第12回（1992年度） | 199編    | 受賞       | 羽場博行                | 「レプリカ」                                                | 1992年5月  |                      |
| 第12回（1992年度） | 199編    | 受賞       | 松木麗                  | 「恋文」                                                    | 1992年5月  | 1998年4月            |
| 第12回（1992年度） | 199編    | 特別賞     | 亜木冬彦                | 「殺人の駒音」                                              | 1992年5月  | 1998年4月            |
| 第12回（1992年度） | 199編    | 候補       | 杉野舞人                | 「二つの寒そうな死体に見出された いくつかの謎に対する考察」 |            |                      |
| 第13回（1993年度） |          | 受賞作なし | 受賞作なし              | 受賞作なし                                                  | 受賞作なし | 受賞作なし           |
| 第13回（1993年度） | 優秀作   | 打海文三   | 「灰姫 鏡の国のスパイ」 | 1993年5月                                                   |            |                      |
| 第13回（1993年度） | 優秀作   | 小野博通   | 「キメラ暗殺計画」      | 1993年5月                                                   |            |                      |
| 第13回（1993年度） | 候補     | 風田二兎   | 「わたし殺人事件」      |                                                             |            |                      |
| 第13回（1993年度） | 候補     | 和喰博司   | 「影の断章」            |                                                             |            |                      |
| 第14回（1994年度） | 220編    | 受賞       | 五十嵐均                | 「ヴィオロンのため息の―高原のDデイ―」                       | 1994年5月  | 1997年8月            |
| 第14回（1994年度） | 220編    | 佳作       | 霞流一                  | 「おなじ墓のムジナ 枕倉北商店街殺人事件」                   | 1994年5月  |                      |
| 第14回（1994年度） | 220編    | 候補       | 水守駿二                | 「死の摩滅、生の摩滅」                                      |            |                      |
| 第14回（1994年度） | 220編    | 候補       | 早雲寺青水              | 「イヌワシ文書」                                            |            |                      |
| 第14回（1994年度） | 220編    | 候補       | 久遠恵                  | 「SHADOW BOXING」                                           |            |                      |
| 第14回（1994年度） | 220編    | 候補       | なかのれいこ            | 「陽炎の死」                                                |            |                      |
| 第15回（1995年度） | 211編    | 受賞       | 柴田よしき              | 「RIKO 女神（ヴィーナス）の永遠」                           | 1995年5月  | 1997年10月           |
| 第15回（1995年度） | 211編    | 佳作       | 藤村耕造                | 「盟約の砦」                                                | 1995年5月  |                      |
| 第15回（1995年度） | 211編    | 候補       | 釣巻礼公                | 「暮れ色の街」                                              |            |                      |
| 第15回（1995年度） | 211編    | 候補       | 熊谷京子                | 「血雨」                                                    |            |                      |
| 第16回（1996年度） | 249編    | 受賞作なし | 受賞作なし              | 受賞作なし                                                  | 受賞作なし | 受賞作なし           |
| 第16回（1996年度） | 249編    | 優秀作     | 山本甲士                | 「ノーペイン、ノーゲイン」                                  | 1996年5月  |                      |
| 第16回（1996年度） | 249編    | 佳作       | 西浦一輝                | 「夏色の軌跡」                                              | 1996年5月  |                      |
| 第16回（1996年度） | 249編    | 候補       | 森純                    | 「堕ちた鷲」                                                | 1999年4月  |                      |
| 第16回（1996年度） | 249編    | 候補       | 結城辰二                | 「黄金の砦」                                                |            |                      |
| 第17回（1997年度） | 226編    | 受賞作なし | 受賞作なし              | 受賞作なし                                                  | 受賞作なし | 受賞作なし           |
| 第17回（1997年度） | 226編    | 佳作       | 建倉圭介                | 「クラッカー」                                              | 1997年8月  |                      |
| 第17回（1997年度） | 226編    | 候補       | 坂塚六門                | 「聖なる館」                                                |            |                      |
| 第17回（1997年度） | 226編    | 候補       | 鹿野苑俊                | 「呪い」                                                    |            |                      |
| 第17回（1997年度） | 226編    | 候補       | 山崎諭                  | 「失われた約束」                                            |            |                      |
| 第18回（1998年度） | 198編    | 受賞       | 山田宗樹                | 「直線の死角」                                              | 1998年5月  | 2003年5月            |
| 第18回（1998年度） | 198編    | 佳作       | 尾崎諒馬                | 「思案せり我が暗号」                                        | 1998年6月  |                      |
| 第18回（1998年度） | 198編    | 奨励賞     | 樋口京輔                | 「稜線にキスゲは咲いたか」                                  | 2000年5月  |                      |
| 第18回（1998年度） | 198編    | 候補       | 斎堂湖子                | 「花乱随想」                                                |            |                      |
| 第19回（1999年度） | 153編    | 受賞       | 井上尚登                | 「T.R.Y.」                                                  | 1999年7月  | 2001年5月            |
| 第19回（1999年度） | 153編    | 佳作       | 樋口京輔                | 「フラッシュ・オーバー」                                    | 1999年9月  |                      |
| 第19回（1999年度） | 153編    | 奨励賞     | 小笠原慧                | 「ヴィクティム」                                            |            |                      |
| 第19回（1999年度） | 153編    | 候補       | 小川勝己                | 「螺鈿幻想」                                                |            |                      |
| 第20回（2000年度） |          | 受賞       | 小笠原慧                | 「DZ ディーズィー」                                         | 2000年5月  | 2003年5月            |
| 第20回（2000年度） | 小川勝己 | 受賞       | 「葬列」                | 2000年5月                                                   | 2003年5月  |                      |
| 第20回（2000年度） | 候補     | 中島敏行   | 「鉛のゲーム」          |                                                             |            |                      |
| 第20回（2000年度） | 候補     | 真木武志   | 「ヴィーナスの命題」    | 2000年10月                                                  | 2010年7月  |                      |
| 第20回（2000年度） | 候補     | 仮野生栄   | 「皆殺しジュリエット」  |                                                             |            |                      |

### 第21回 - 第38回（横溝正史ミステリ大賞）
特記がなければ、初刊は角川書店（第34回からはKADOKAWA）、文庫は角川文庫刊。
| 回（年度）         | 応募総数 | 賞                  | 著者           | 受賞作                                      | 初刊             | 文庫化     |
| ------------------ | -------- | ------------------- | -------------- | ------------------------------------------- | ---------------- | ---------- |
| 第21回（2001年度） | 163編    | 大賞                | 川崎草志       | 「長い腕」                                  | 2001年5月        | 2004年5月  |
| 第21回（2001年度） | 163編    | 優秀作              | 鳥飼否宇       | 「中空」                                    | 2001年5月        | 2004年5月  |
| 第21回（2001年度） | 163編    | 候補                | 尾崎かげる     | 「ボクは死体にけつまづく」                  |                  |            |
| 第21回（2001年度） | 163編    | 候補                | 初野晴         | 「しびとのうた」                            |                  |            |
| 第22回（2002年度） | 181編    | 大賞                | 初野晴         | 「水の時計」                                | 2002年5月        | 2005年8月  |
| 第22回（2002年度） | 181編    | テレビ東京賞        | 滝本陽一郎     | 「逃げ口上」                                |                  |            |
| 第22回（2002年度） | 181編    | 候補                | 大越善博       | 「Revolution」                              |                  |            |
| 第22回（2002年度） | 181編    | 候補                | 柏木一向       | 「マスカレード・ジャム」                    |                  |            |
| 第23回（2003年度） | 146編    | 受賞作なし          | 受賞作なし     | 受賞作なし                                  | 受賞作なし       | 受賞作なし |
| 第23回（2003年度） | 146編    | 候補                | 大村友貴美     | 「首斬峠」                                  |                  |            |
| 第23回（2003年度） | 146編    | 候補                | 岸田るり子     | 「砂漠の扉」                                |                  |            |
| 第23回（2003年度） | 146編    | 候補                | 七倉秋実       | 「月の塩」                                  |                  |            |
| 第23回（2003年度） | 146編    | 候補                | 村崎友         | 「夕暮れ密室」                              | 2015年2月        | 2018年9月  |
| 第24回（2004年度） | 187編    | 大賞                | 村崎友         | 「風の歌、星の口笛」                        | 2004年5月        | 2007年10月 |
| 第24回（2004年度） | 187編    | テレビ東京賞        | 射逆裕二       | 「みんな誰かを殺したい」                    | 2004年5月        |            |
| 第24回（2004年度） | 187編    | 候補                | 金沢整         | 「Never Let Go」                            |                  |            |
| 第24回（2004年度） | 187編    | 候補                | 佐枝せつこ     | 「ベッド・イズ・バッド」                    |                  | 2005年4月  |
| 第25回（2005年度） | 236編    | 大賞・ テレビ東京賞 | 伊岡瞬         | 「いつか、虹の向こうへ」                    | 2005年5月        | 2008年5月  |
| 第25回（2005年度） | 236編    | 候補                | 真仲恭平       | 「クロノスの鍵」                            |                  |            |
| 第25回（2005年度） | 236編    | 候補                | 児島毅         | 「再起へのナインボール」                    |                  |            |
| 第25回（2005年度） | 236編    | 候補                | 佐倉淳一       | 「あなたの知らない惨劇」                    |                  |            |
| 第26回（2006年度） | 193編    | 大賞                | 桂木希         | 「ユグドラジルの覇者」                      | 2006年5月        | 2009年9月  |
| 第26回（2006年度） | 193編    | テレビ東京賞        | 大石直紀       | 「オブリビオン 忘却」                       | 2006年5月        | 2011年2月  |
| 第26回（2006年度） | 193編    | 候補                | 菅野奈津       | 「真実は狂気の中に」                        |                  |            |
| 第26回（2006年度） | 193編    | 候補                | 吉田吾郎       | 「アンコールワットで朝食を」                |                  |            |
| 第27回（2007年度） | 198編    | 大賞                | 桂美人         | 「ロスト・チャイルド」                      | 2007年6月        | 2009年9月  |
| 第27回（2007年度） | 198編    | 大賞                | 大村友貴美     | 「首挽村の殺人」                            | 2007年6月        | 2009年9月  |
| 第27回（2007年度） | 198編    | テレビ東京賞        | 松下麻理緒     | 「誤算」                                    | 単行本の刊行なし | 2007年10月 |
| 第27回（2007年度） | 198編    | 候補                | 市川啓         | 「密閉」                                    |                  |            |
| 第27回（2007年度） | 198編    | 候補                | 佐倉淳一       | 「浮遊する繭」                              |                  |            |
| 第27回（2007年度） | 198編    | 候補                | 水澤孝俊       | 「ボーダーランド」                          |                  |            |
| 第28回（2008年度） | 217編    | 受賞作なし          | 受賞作なし     | 受賞作なし                                  | 受賞作なし       | 受賞作なし |
| 第28回（2008年度） | 217編    | テレビ東京賞        | 望月武         | 「テネシー・ワルツ」                        | 2010年1月        |            |
| 第28回（2008年度） | 217編    | 候補                | 中村啓         | 「アダムとイヴの禁忌」                      |                  |            |
| 第28回（2008年度） | 217編    | 候補                | it             | 「悪魔の瞳」                                |                  |            |
| 第28回（2008年度） | 217編    | 候補                | 石川角白       | 「上海クイック」                            |                  |            |
| 第29回（2009年度） | 219編    | 大賞・ テレビ東京賞 | 大門剛明       | 「雪冤」                                    | 2009年5月        | 2011年4月  |
| 第29回（2009年度） | 219編    | 優秀賞              | 白石かおる     | 「僕と『彼女』の首なし死体」                | 2009年5月        | 2012年9月  |
| 第29回（2009年度） | 219編    | 候補                | 亜鷺一         | 「希望の家」                                |                  |            |
| 第29回（2009年度） | 219編    | 候補                | 咲月青         | 「夏の垂路」                                |                  |            |
| 第30回（2010年度） | 223編    | 大賞                | 伊与原新       | 「お台場アイランドベイビー」                | 2010年9月        | 2013年9月  |
| 第30回（2010年度） | 223編    | 優秀賞              | 蓮見恭子       | 「女騎手」                                  | 2010年9月        | 2012年5月  |
| 第30回（2010年度） | 223編    | テレビ東京賞        | 佐倉淳一       | 「ボクら星屑のダンス」                      | 単行本の刊行なし | 2011年7月  |
| 第30回（2010年度） | 223編    | 候補                | 従野真         | 「代襲相続」                                |                  |            |
| 第31回（2011年度） | 137編    | 大賞                | 長沢樹         | 「消失グラデーション」                      | 2011年9月        | 2014年2月  |
| 第31回（2011年度） | 137編    | 候補                | 岡崎琢磨       | 「季節はうつる、 メリーゴーランドのように」 | 2015年7月        | 2017年9月  |
| 第31回（2011年度） | 137編    | 候補                | 田邊佑基       | 「ポルックスの処刑台」                      |                  |            |
| 第31回（2011年度） | 137編    | 候補                | 三津木一       | 「777」                                     |                  |            |
| 第32回（2012年度） | 160編    | 大賞                | 菅原和也       | 「さあ、地獄へ堕ちよう」                    | 2012年9月        | 2014年8月  |
| 第32回（2012年度） | 160編    | 大賞                | 河合莞爾       | 「デッドマン」                              | 2012年9月        | 2014年8月  |
| 第32回（2012年度） | 160編    | 候補                | 木下健一郎     | 「英雄を作った男」                          |                  |            |
| 第32回（2012年度） | 160編    | 候補                | しじまけいすけ | 「少年A」                                   |                  |            |
| 第33回（2013年度） | 198編    | 大賞                | 伊兼源太郎     | 「見えざる網」                              | 2013年9月        | 2015年9月  |
| 第33回（2013年度） | 198編    | 候補                | 上田未来       | 「ポーカーフェイス」                        |                  |            |
| 第33回（2013年度） | 198編    | 候補                | 村上暢         | 「天国への階段」                            |                  |            |
| 第33回（2013年度） | 198編    | 候補                | 中川裕之       | 「殺し屋たちの日常と、 とある女の非日常」   |                  |            |
| 第33回（2013年度） | 198編    | 候補                | 田内亮祐       | 「ディストピア」                            |                  |            |
| 第34回（2014年度） | 182編    | 大賞                | 藤崎翔         | 「神様の裏の顔」                            | 2014年9月        | 2016年8月  |
| 第34回（2014年度） | 182編    | 候補                | 木山穣二       | 「アゲハの舞う山」                          |                  |            |
| 第34回（2014年度） | 182編    | 候補                | 白井智之       | 「人間の顔は食べづらい」                    | 2014年10月       | 2017年8月  |
| 第34回（2014年度） | 182編    | 候補                | 西川司         | 「テロルの口笛」                            |                  |            |
| 第35回（2015年度） | 203編    | 受賞作なし          | 受賞作なし     | 受賞作なし                                  | 受賞作なし       | 受賞作なし |
| 第35回（2015年度） | 203編    | 候補                | 逢川和也       | 「いくつかの雨」                            |                  |            |
| 第35回（2015年度） | 203編    | 候補                | 居木井丈晴     | 「ムリーヤ村に〈信用〉を」                  |                  |            |
| 第35回（2015年度） | 203編    | 候補                | 岩上健         | 「心理はあなたを自由にする」                |                  |            |
| 第35回（2015年度） | 203編    | 候補                | 安見キコ       | 「5W1Hともう1つのW」                        |                  |            |
| 第36回（2016年度） | 196編    | 大賞                | 逸木裕         | 「虹を待つ彼女」                            | 2016年9月        | 2019年5月  |
| 第36回（2016年度） | 196編    | 候補                | 森谷祐二       | 「蹄の音を聞いたら 縞馬ではなく馬だと思え」 |                  |            |
| 第36回（2016年度） | 196編    | 候補                | 西式豊         | 「砂漠の島」                                |                  |            |
| 第36回（2016年度） | 196編    | 候補                | 児玉郎         | 「輪廻の月」                                |                  |            |
| 第36回（2016年度） | 196編    | 候補                | 斎堂籐子       | 「朝の眠り、夜の果実」                      |                  |            |
| 第37回（2017年度） | 194編    | 大賞                | 該当作なし     | 該当作なし                                  | 該当作なし       | 該当作なし |
| 第37回（2017年度） | 194編    | 優秀賞              | 染井為人       | 「悪い夏」                                  | 2017年9月        | 2020年9月  |
| 第37回（2017年度） | 194編    | 奨励賞              | 長谷川也       | 「声も出せずに死んだんだ」                  | 単行本の刊行なし | 2017年11月 |
| 第37回（2017年度） | 194編    | 候補                | 西式豊         | 「真紅の海 Water Dance」                    |                  |            |
| 第37回（2017年度） | 194編    | 候補                | 稲村進一       | 「血迷うハイエナ」                          |                  |            |
| 第38回（2018年度） | 413編    | 大賞                | 該当作なし     | 該当作なし                                  | 該当作なし       | 該当作なし |
| 第38回（2018年度） | 413編    | 優秀賞              | 犬塚理人       | 「人間狩り」                                | 2018年10月       | 2020年11月 |
| 第38回（2018年度） | 413編    | 候補                | 五十嵐憂季     | 「コイスル遺伝子」                          |                  |            |
| 第38回（2018年度） | 413編    | 候補                | 服部倫         | 「別れのバニラアイス」                      |                  |            |
| 第38回（2018年度） | 413編    | 候補                | 岩井圭吾       | 「藍と茜」                                  |                  |            |

### 第39回 - 現在（横溝正史ミステリ&ホラー大賞）
特記がなければ、初刊はKADOKAWA、文庫は角川文庫刊。
| 回（年度）         | 応募総数 | 賞                         | 著者             | 受賞作                             | 初刊             | 文庫化     |
| ------------------ | -------- | -------------------------- | ---------------- | ---------------------------------- | ---------------- | ---------- |
| 第39回（2019年度） | 436編    | 大賞                       | 該当作なし       | 該当作なし                         | 該当作なし       | 該当作なし |
| 第39回（2019年度） | 436編    | 優秀賞                     | 北見崇史         | 「出航」                           | 2019年10月       | 2022年10月 |
| 第39回（2019年度） | 436編    | 読者賞                     | 滝川さり         | 「お孵（かえ）り」                 | 単行本の刊行なし | 2019年10月 |
| 第39回（2019年度） | 436編    | 候補                       | 折輝真透         | 「あしあと」                       |                  |            |
| 第39回（2019年度） | 436編    | 候補                       | 九瀬惟土         | 「十一番目の山羊」                 |                  |            |
| 第39回（2019年度） | 436編    | 候補                       | 吉澤吉紀         | 「学園祭中止・図書館炎上」         |                  |            |
| 第40回（2020年度） | 538編    | 大賞                       | 原浩             | 「火喰鳥を、喰う」                 | 2020年12月       | 2022年11月 |
| 第40回（2020年度） | 538編    | 読者賞                     | 阿泉来堂         | 「ナキメサマ」                     | 単行本の刊行なし | 2020年12月 |
| 第40回（2020年度） | 538編    | 候補                       | 森龍介           | 「ダークウルブズ」                 |                  |            |
| 第40回（2020年度） | 538編    | 候補                       | 吾奏伸           | 「人トシテ壊レテル」               |                  |            |
| 第41回（2021年度） | 530編    | 大賞                       | 新名智           | 「虚魚」                           | 2021年10月       | 2024年11月 |
| 第41回（2021年度） | 530編    | 読者賞                     | 秋津朗           | 「デジタルリセット」               | 単行本の刊行なし | 2021年12月 |
| 第41回（2021年度） | 530編    | 候補                       | 山本純嗣         | 「神霊の出草」                     |                  |            |
| 第41回（2021年度） | 530編    | 候補                       | 廣野真寿巳       | 「色彩の瑠璃花」                   |                  |            |
| 第42回（2022年度） | 487編    | 大賞                       | 該当作なし       | 該当作なし                         | 該当作なし       | 該当作なし |
| 第42回（2022年度） | 487編    | 優秀賞                     | 鵺野莉紗         | 「君の教室が永遠の眠りにつくまで」 | 2022年12月       |            |
| 第42回（2022年度） | 487編    | 読者賞                     | 荒川悠衛門       | 「異形探偵メイとリズ 燃える影」    | 単行本の刊行なし | 2022年10月 |
| 第42回（2022年度） | 487編    | 候補                       | 宮木隆           | 「井戸で失くしたモノ」             |                  |            |
| 第42回（2022年度） | 487編    | 候補                       | 海野まゆり       | 「歌姫」                           |                  |            |
| 第43回（2023年度） | 437編    | 大賞・ 読者賞・ カクヨム賞 | 北沢陶           | 「をんごく」                       | 2023年11月       |            |
| 第43回（2023年度） | 437編    | 候補                       | ウシジマタクロヲ | 「人類賛歌」                       |                  |            |
| 第43回（2023年度） | 437編    | 候補                       | 大塚             | 「けものの名前」                   |                  |            |
| 第43回（2023年度） | 437編    | 候補                       | 栗谷美嘉         | 「美大怪異譚」                     |                  |            |
| 第44回（2024年度） | 338編    | 大賞                       | 該当作なし       | 該当作なし                         | 該当作なし       | 該当作なし |
| 第44回（2024年度） | 338編    | 優秀賞                     | 浅野皓生         | 「責任」                           | 2024年9月        |            |
| 第44回（2024年度） | 338編    | 読者賞                     | 織部泰助         | 「死に髪の棲む家」                 | 単行本の刊行なし | 2024年10月 |
| 第44回（2024年度） | 338編    | カクヨム賞                 | 岩口翼           | 「神鳴り」                         |                  |            |
| 第45回（2025年度） | 303編    | 大賞                       | 綿原芹           | 「うたかたの娘」                   |                  |            |
| 第45回（2025年度） | 303編    | 優秀賞                     | 該当作なし       | 該当作なし                         | 該当作なし       | 該当作なし |
| 第45回（2025年度） | 303編    | 読者賞                     | 雨宮酔           | 「夢に棲みつくもの」               |                  |            |
| 第45回（2025年度） | 303編    | カクヨム賞                 | 綿原芹           | 「うたかたの娘」                   |                  |            |